# Carex foetida
Carex foetida je druh jednoděložné rostliny z čeledi šáchorovité (Cyperaceae), rodu ostřice (Carex).

## Popis
Jedná se o rostlinu dosahující výšky nejčastěji 10–20 (zřídka až 30) cm. Je vytrvalá, výběžkatá, řídce trsnatá, s oddenky. Lodyhy jsou tupě trojhranné, slabě drsné až hladé, delší listy. Navzdory jménu rostlina nijak výrazně nepáchne. Čepele listu jsou asi 2–3,5 mm široké, ploché až žlábkovité. Carex foetida patří mezi stejnoklasé ostřice, všechny klásky vypadají víceméně stejně a většinou obsahují samčí i samičí květy. Složené květenství je kullovité až vejčité, cca 10–15 mm dlouhé. Obsahuje cca 5–15 klásků. Okvětí chybí. V samčích květech jsou zpravidla 3 tyčinky. Blizny jsou většinou 3. Plodem je mošnička, která je cca 3–4 mm dlouhá, vejčitá., dole žlutohnědá, nahoře rezavě hnědá až černavá, na vrcholu zakončená zobánkem, který má drsný okraj. Každá mošnička je podepřená plevou, která je rezavě hnědá až černavá.

## Rozšíření
Carex foetida roste v horách jihozápadní až střední Evropy, od Pyrenejí po Alpy. V ČR ani na Slovensku neroste, nejblíže ji najdeme vzácně v Alpách ve Štýrsku. V Severní Americe roste blízce příbuzný a podobný druh Carex vernacula.